# The Naked and Famous
The Naked and Famous – nowozelandzki zespół muzyczny wykonujący muzykę z gatunku indietronica oraz post-punk revival założony w 2007 roku. Tworzą go Alisa Xayalith, Thom Powers, David Beadle i Luna Shadows. Dotychczas wydali trzy albumy studyjne.

## Historia
Alisa Xayalith, wokalistka zespołu urodziła się w 1986 roku w rodzinie laotańskich uchodźców. Jej rodzina uciekła z Laosu do Nowej Zelandii po wojnie domowej. Pochodzi z rodziny o muzycznych tradycjach. Jej ojciec był wokalistą w zespole ludowym jeszcze w czasach, gdy mieszkał w Laosie. W wieku 13 lat nauczyła się grać na gitarze. Zainspirowała ją wtedy Bic Runga.
Thom Powers pisze muzykę od 16 roku życia. Jego ojciec jest muzykiem folkowym, od niego nauczył się gry na gitarze. W czasie uczęszczania do szkoły grał w wielu zespołach rockowych. W 2006 w szkole muzycznej poznał Xayalith i Aarona Shorta.

### 2007–2009: początki
Zespół został założony w 2008 roku. Jego nazwa nawiązuje do słów utworu „Tricky Kid” Tricky’ego. Początkowo zespół podpisał kontrakt z niezależną wytwórnią Round Trip Mars z Auckland. Wkrótce wydali dwa minialbumy – This Machine i No Light. Zyskali fundusze od niezależnej agencji NZ On Air i wsparcie studenckich rozgłośni radiowych. Podczas występów na żywo Xayalith, Powersa i Shorta wspierali basista Ben Knapp i perkusista Jordan Clark. W 2009 Knapp i Clark odeszli z zespołu, zastąpili ich David Beadle i Jesse Wood.

### 2010–2011:Passive Me, Aggressive You

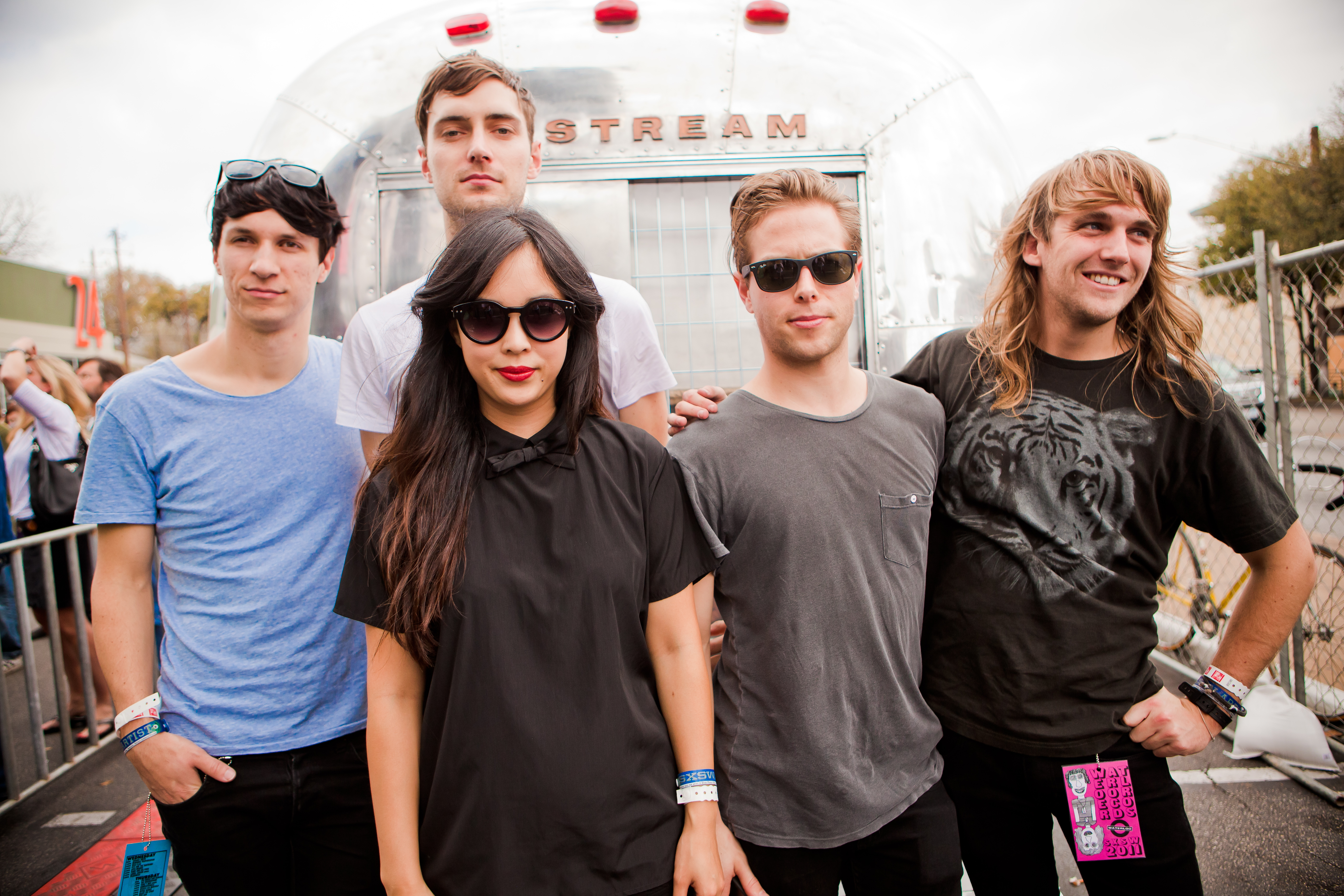
The Naked and Famous podczas festiwalu South by Southwest w 2011 r.

W 2010 grupa założyła własne wydawnictwo muzyczne Somewhat Damaged. Został im przyznany grant w wysokości 50 000 dolarów od NZ On Air na nagranie debiutanckiego albumu. 6 października opublikowali album Passive Me, Aggressive You. Płyta zadebiutowała na pierwszym miejscu nowozelandzkiej listy przebojów. Znalazły się na niej single „All of This”, „Young Blood”, „Punching in a Dream” i „Girls Like You”. Drugi z nich zadebiutował na czele listy przebojów jako pierwszy singel nowozelandzkiego artysty od trzech lat. Singel ten pokrył się platyną w Nowej Zelandii, Australii i Stanach Zjednoczonych.
We wrześniu 2010 zdobyli nagrodę APRA Silver Scroll za „Young Blood” przyznawaną dla za najlepszego tekst utworu w Nowej Zelandii. Na początku grudnia BBC ogłosiło listę nominowanych w plebiscycie Sound of 2011, na której znalazł się zespół The Naked and Famous. Nie zajął miejsca w czołowej piątce.
W lutym 2011 zespół otrzymał nagrodę NME Awards dla najlepszego nowego zespołu. Nominowani byli także do Taite Music Prize za swój debiutancki album. 4 listopada 2011 zespół zdobył pięć nagród na gali New Zealand Music Awards za album roku, najlepszy alternatywny album, singel roku, dla najlepszego zespołu i przełomowego artysty. Nominowani byli także do nagrody publiczności. Thom Powers, Aaron Short i Olly Harmer otrzymali także nagrody dla najlepszych producentów, ponadto Powers i Short wygrali w kategorii najlepszy inżynier.
Przez dwa lata zespół wykonał 250 koncertów w 24 krajach.

### 2012–2013:In Rolling Waves

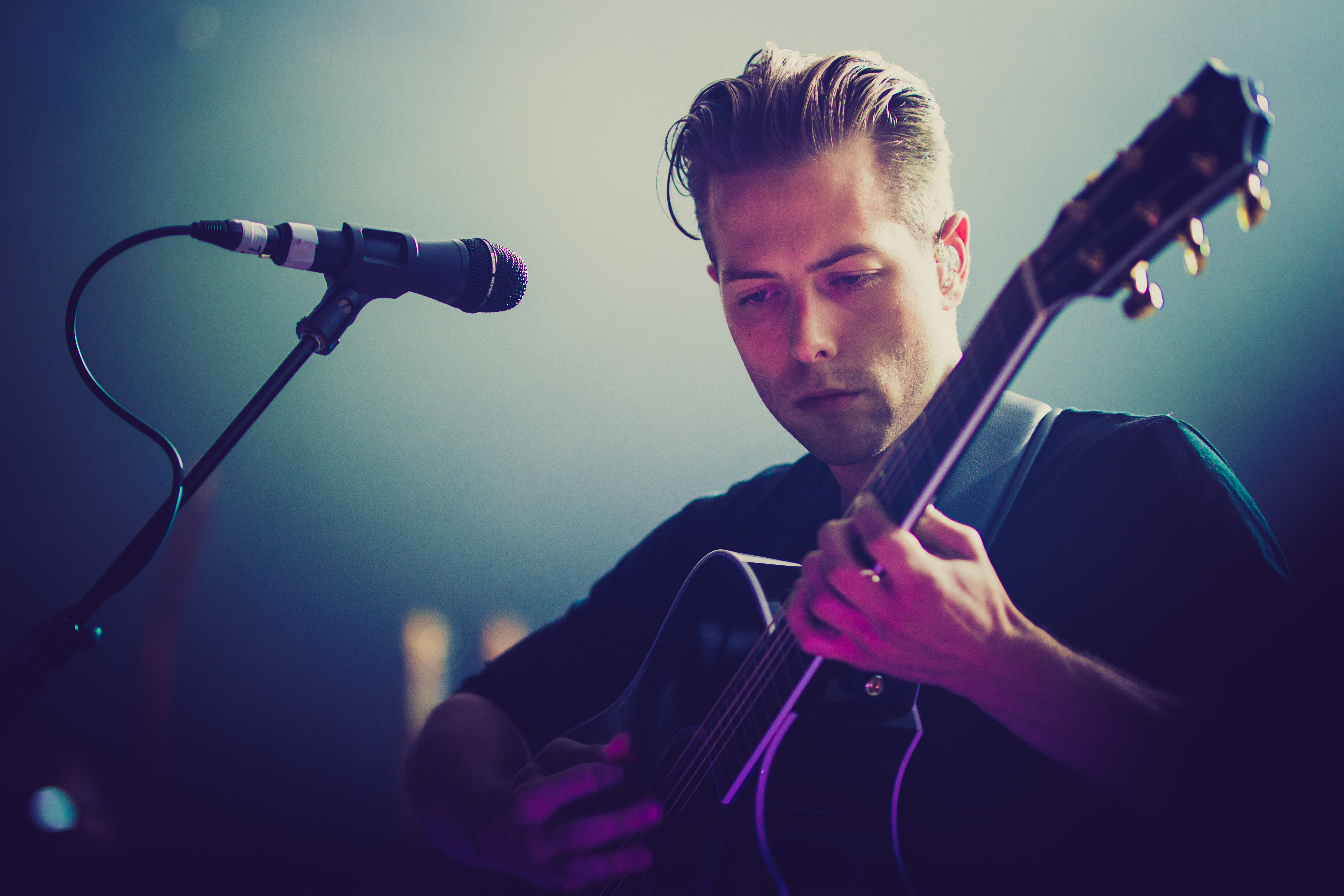
Thom Powers, 2013

W 2012 zespół przeniósł się z kraju kiwi do Los Angeles. W kwietniu 2013 wydali album kompilacyjny Passive Me, Aggressive You (Remixes & B-Sides) zawierający remiksy i strony B z debiutanckiego albumu studyjnego oraz nowy utwór „A Source of Light” nagrany wraz z rodakami z duetu Kids of 88. W marcu opublikowali do bezpłatnego pobrania album wideo pt. One Temporary Escape, który został nakręcony w The Fillmore w San Francisco.
W lipcu wydali „Hearts Like Ours”, pierwszy singiel z ich drugiego albumu studyjnego In Rolling Waves. Podobnie jak podczas nagrywania debiutanckiego albumu przy inżynierii i produkcji zespół wspierał Billy Bush. Za mixing odpowiadał Alan Moulder. Ostatecznie płyta została wydana 13 września.

### od 2014:Simple Forms

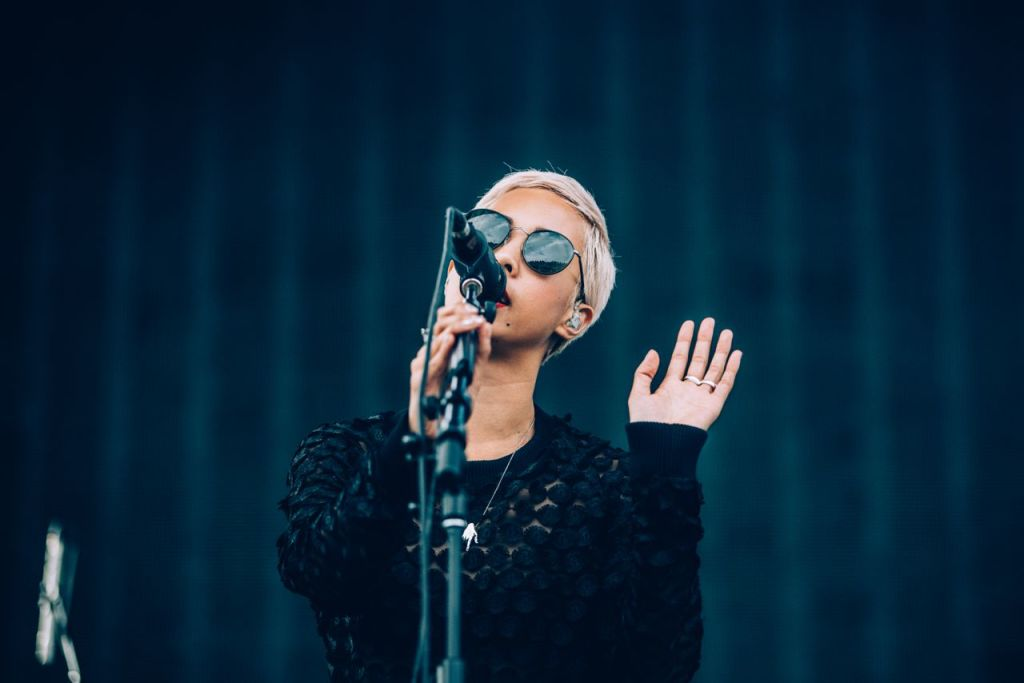
Alisa Xayalith, 2014

W czerwcu 2014 The Naked and Famous wystąpili na festiwalu Coachella. 21 listopada ponownie odebrali nagrody New Zealand Music Awards dla najlepszego zespołu i za najlepszy teledysk – do utworu „Hearts Like Ours”. Zdobyli również nominacje w kategorii singel roku i album roku, a Powers w kategorii najlepszy producent. Pod koniec listopada ujawnili, że pracują nad trzecim albumem studyjnym.
11 września 2015 został wydany charytatywny singel „Team Ball Player Thing”, w nagraniu którego uczestniczyli nowozelandzcy muzycy, aktorzy, komicy, zawodnicy reprezentacji rugby i grupa 6-latków. Wśród nich byli m.in. Powers, Xayalith, Lorde, Kimbra, Brooke Fraser, Taika Waititi, Jemaine Clement i Peter Jackson. Celem nagrania było zebranie funduszy na pomoc w leczeniu choroby Battena. Utwór był również hymnem kibiców All Blacks na Puchar Świata w Rugby 2015.
Na początku marca 2016 The Naked and Famous wystąpił na festiwalu Wanderland na Filipinach. 8 lipca zespół wydał „Higher”, pierwszy singel z trzeciego albumu studyjnego Simple Forms. 14 października opublikowali cały album. Na płycie znalazły się jeszcze single „Laid Low” i „The Runners” wydane kolejno 25 sierpnia i 30 września. W sumie było na niej dziesięć utworów. Jesienią zespół wyruszył w trasę koncertową po Stanach Zjednoczonych.
Wiosną i latem 2017 The Naked and Famous wraz z zespołem Wavves występowali jako support podczas trasy koncertowej Blink-182, podczas której występowali głównie na południu USA. W tym samym roku Powers jako producent i tekściarz oraz Xayalith jako wokalistka w jednym z utworów uczestniczyli w nagrywaniu albumu studyjnego The Chain Gang of 1974 pt. Felt.
2 marca 2018 zespół wydał album kompilacyjny zatytułowany A Still Heart. Zawiera akustyczne wersje najbardziej rozpoznawalnych utworów TNAF nagrane podczas ich dziesięcioletniej kariery oraz nowy „A Still Heart”. Wiosną wyruszyli w trasę koncertową po Ameryce Północnej nazwaną Stripped. W marcu dwaj członkowie założyciele, Aaron Short i Jesse Wood opuścili zespół. Po ich odejściu do zespołu dołączyła pianistka Luna Shadows. 8 czerwca grupa opublikowała album koncertowy A Still Heart (Live).
W lipcu 2020 r. zespół wydał album Recover. 

## Członkowie zespołu
|  | Obecni - Alisa Xayalith – wokal, keyboard (2008–obecnie) - Thom Powers – wokal, gitara (2008–obecnie) - David Beadle – gitara basowa (2009–obecnie) - Luna Shadows – fortepian (2018–obecnie) | Byli - Ben Knapp – gitara basowa (2008–2009) - Jordan Clark – perkusja (2008–2009) - Jesse Wood – perkusja (2009–2018) - Aaron Short – keyboard (2008–2018) |

## Dyskografia
- 2010: Passive Me, Aggressive You
- 2013: In Rolling Waves
- 2016: Simple Forms
- 2020: Recover

## Nagrody i nominacje
| Rok  | Organizacja              | Nominowane dzieło          | Nagroda                                                | Rezultat  |
| ---- | ------------------------ | -------------------------- | ------------------------------------------------------ | --------- |
| 2010 | APRA Silver Scroll       | „Young Blood”              |                                                        | Wygrana   |
| 2010 | New Zealand Music Awards | Passive Me, Aggressive You | Nagroda krytyków                                       | Nominacja |
| 2010 | Sound of...              | The Naked and Famous       | Sound of 2011                                          | Nominacja |
| 2011 | New Zealand Music Awards | Passive Me, Aggressive You | Najlepszy producent                                    | Wygrana   |
| 2011 | New Zealand Music Awards | Passive Me, Aggressive You | Najlepszy inżynier                                     | Wygrana   |
| 2011 | New Zealand Music Awards | Passive Me, Aggressive You | Album roku                                             | Wygrana   |
| 2011 | New Zealand Music Awards | Passive Me, Aggressive You | Najlepszy alternatywny album                           | Wygrana   |
| 2011 | New Zealand Music Awards | „Young Blood”              | Singel roku                                            | Wygrana   |
| 2011 | New Zealand Music Awards | The Naked and Famous       | Najlepszy zespół                                       | Wygrana   |
| 2011 | New Zealand Music Awards | The Naked and Famous       | Przełomowy artysta                                     | Wygrana   |
| 2011 | New Zealand Music Awards | The Naked and Famous       | Nagroda publiczności                                   | Nominacja |
| 2011 | Taite Music Prize        | Passive Me, Aggressive You |                                                        | Nominacja |
| 2011 | NME Awards               | The Naked & Famous         | Philip Hall Radar Award dla najlepszego nowego zespołu | Wygrana   |
| 2014 | New Zealand Music Awards | In Rolling Waves           | Album roku                                             | Nominacja |
| 2014 | New Zealand Music Awards | „Hearts Like Ours”         | Singel roku                                            | Nominacja |
| 2014 | New Zealand Music Awards | „Hearts Like Ours”         | Najlepszy teledysk                                     | Wygrana   |
| 2014 | New Zealand Music Awards | The Naked & Famous         | Najlepszy zespół                                       | Wygrana   |
| 2014 | New Zealand Music Awards | In Rolling Waves           | Najlepszy producent                                    | Nominacja |